# Crystal Gayle
Crystal Gayle (* 9. leden 1951) je americká country a country-popová zpěvačka. Jejím největším hitem byla v r. 1977 nahrávka Don't It Make My Brown Eyes Blue, která se vyšplhala na 1. příčku americké country a 2. příčku popové hitparády, byla úspěšná v řadě dalších zemí, a v dalším roce za ni Crystal dostala cenu Grammy. Jejím dalším hitem byla Talking In Your Sleep, která dosáhla úspěchu především v Británii a Irsku. Do americké Top 10 se dostal ještě duet s Eddie Rabbittem You And I, který byl jedním z největších hitů roku 1983. Gayle je držitelkou řady nejrůznějších ocenění a má hvězdu na Hollywoodském chodníku slávy.
Její starší sestrou je zpěvačka Loretta Lynnová.
V roce 1983 ji časopis People zařadil na seznam padesáti nejpohlednějších lidí světa.
Spolu s Tomem Waitsem nahrála písně k filmu Francise Forda Coppoly One from the Heart, které vyšly na stejnojmenné desce.

## Diskografie
- 1973 - Crystal Gayle (MCA)
- 1975 - Crystal Gayle (United Artists)
- 1975 - Somebody Loves You (United Artists)
- 1977 - We Must Believe In Magic (United Artists)
- 1978 - When I Dream (United Artists)
- 1979 - We Should Be Together (United Artists)
- 1979 - Miss The Mississippi (Columbia)
- 1980 - These Days (Columbia)
- 1981 - Hollywood, Tennessee (Columbia)
- 1982 - True Love (Elektra)
- 1982 – One from the Heart (CBS)
- 1983 - Cage The Songbird (Warner Brothers)
- 1985 - Nobody Wants To Be Alone (Warner Brothers)
- 1986 - Straight To The Heart (Warner Brothers)
- 1987 - What If We Fall In Love? (Warner Brothers)
- 1987 - A Crystal Christmas (Warner Brothers)
- 1988 - Nobody's Angel (Warner Brothers)
- 1992 – Three Good Reasons (Liberty)
- 1993 - Best Always (Branson)
- 1995 - Someday (Intersound)
- 1996 - Joy & Inspiration (Beautiful/Warner)
- 1999 - Crystal Gayle Sings the Heart and Soul of Hoagy Carmichael (Platinum)
- 2000 - In My Arms (Cedar)
- 2003 - All My Tomorrows (Southpaw)